# Хеффернан, Джон
Джон Хеффернан (англ. John Heffernan, род. 30 июня 1981) — британский актёр. Он работал в Английском гастрольном театре, Королевской шекспировской труппе и Национальном театре, сыграв главные роли в пьесах «Эдуард II» и «Оппенгеймер».

## Ранние годы и карьера
Джон родился в городе Биллерикей, Англия. Он появлялся на экране во многих ролях, включая Генри Ласселлеса в адаптации BBC романа Сюзанны Кларк «Джонатан Стрэндж и мистер Норрелл», Джаггерса в сериале «Диккенсовщина» и Стивена Роуза в четвёртом сезоне телесериала «Лютер». В 2017 году он сыграл Джона Григга, 2-го Барона Олтринчема, в эпизоде сериала Netflix «Корона». Он вернулся в Национальный театр в 2022 году, чтобы сыграть главную роль вместе с Кэтрин Паркинсон в новой постановке «Много шума из ничего» режиссёра Саймона Годвина.

## Фильмография
| Годы | Заголовок             | Роль                 | Заметки |
| ---- | --------------------- | -------------------- | ------- |
| 2013 | Обладая тобой         | Доктор Мэтью Дженсон |         |
| 2015 | Всевидящее око        | майор Ховард Уэбб    |         |
| 2017 | Скрюченный домишко    | Лоуренс Браун        |         |
| 2019 | Опасные секреты       | Джеймс Уэлч          |         |
| 2019 | Forget Me Not         | Джек                 |         |
| 2020 | Мисс Плохое поведение | Гарет Стедман Джонс  |         |
| 2020 | Герцог                | Недди Кассен         |         |

## Телевидение
| Годы      | Заголовок                         | Роль                         | Заметки                   |
| --------- | --------------------------------- | ---------------------------- | ------------------------- |
| 2008 г.   | Король Лир                        | Освальд                      | Телевизионный фильм       |
| 2012      | Пустая корона                     | Франциск                     | 2 серии                   |
| 2013      | По ту сторону убийства            | Уилфред Зиглер               | Эпизод: «Часть 1»         |
| 2014      | Чужестранка                       | Бригадный генерал лорд Томас | 1 серия                   |
| 2014      | Улица потрошителя                 | Рональд Кэпшоу               | 2 серии                   |
| 2015      | Джонатан Стрэндж и мистер Норрелл | Генри Ласселлес              | 7 серий                   |
| 2015      | Лютер                             | Стивен Роуз                  | 2 серии                   |
| 2015—2016 | Диккенсиана                       | Джаггерс                     | 13 серий                  |
| 2017      | Озеро                             | Доктор Саймон Марр           | 6 серий                   |
| 2017      | Корона                            | Лорд Олтринчем               | Эпизод: «Марионетки»      |
| 2018      | Соучастник                        | Сэм Спенс                    | 4 серии                   |
| 2019      | Брексит                           | Мэтью Эллиотт                | Телефильм                 |
| 2020      | Дракула                           | Джонатан Харкер              | Телевизионный мини-сериал |
| 2022      | Становление Елизаветы             | герцог Сомерсет              |                           |